# Tommy Thompson (Fußballspieler, 1995)
Thomas Palmer „Tommy“ Thompson (* 15. August 1995 in Loomis) ist ein US-amerikanischer Fußballspieler, der meist als Stürmer eingesetzt wird. Er steht derzeit bei den San José Earthquakes unter Vertrag.

## Karriere

### Jugend und Amateurfußball
Thompson spielte ein Jahr an der Indiana University, wo er in zwölf Spielen fünf Tore erzielte und ein weiteres vorbereitete. Bereits vorher war im Development Academy Programm der San Jose Earthquakes aktiv.

### Vereinskarriere
Am 14. März 2014 unterzeichnete er einen Profivertrag nach der Homegrown Player Rule bei den San José Earthquakes. Thompson absolvierte sein erstes Pflichtspiel am 7. Juni 2014, als er bei der 0:1-Niederlage gegen den Toronto FC in der 89. Minute eingewechselt wurde.
Am 26. Juni wurde er in die United Soccer League an Sacramento Republic ausgeliehen. Aufgrund einer Vereinbarung zwischen den Earthquakes und Sacramento spielte er in den folgenden Jahren diverse Male für die Mannschaft aus der dritten US-amerikanischen Liga.

## Privates
Thompson ist der Sohn des ehemaligen US-amerikanischen Nationalspielers Gregg Thompson.